# 54 Eskadra Liniowa
54 eskadra liniowa – pododdział lotnictwa Wojska Polskiego w II Rzeczypospolitej.
Godła eskadry:
- niebieski trójkąt na de białego kwadratu z niebieską obwódką – na samolotach Potez XV i Potez XXVII
- staroegipski ptak Ra (dawne godło 66 eskadry Breguetów) na tle białego równoramiennego krzyża – na samolotach Potez XXV

## Formowanie i szkolenie
W 1928, w ramach kolejnej restrukturyzacji lotnictwa, 23 eskadra lotnicza przebazowana została z Krakowa do Lidy i, zgodnie z obowiązującą numeracją eskadr w poszczególnych pułkach, przemianowana na 54 eskadrę liniową. Wyposażenie stanowiły samoloty Potez XV. Początkowo praca i szkolenie załóg przy dość dużej płynności personelu latającego nie przebiegały zbyt harmonijnie. Dopiero w 1929 w 5 pułku lotniczym nastąpiła stabilizacja organizacyjna i personalna i zaczęto prowadzić szkolenie praktyczne i teoretyczne załóg. W lecie 1929 cała eskadra odleciała do Błędowa na „szkołę ognia lotniczego”.
W czasie ćwiczeń zimowych 1930 eskadra współdziałała z oddziałami 1 Dywizji Piechoty Legionów i 3 Grupy Artylerii, a w lipcu odbyła szkolenie ogniowe i strzelanie do celów naziemnych na poligonie Podbrodzie-Pohulanka.
Na przełomie 1930/1931 jednostka otrzymała samoloty Potez XXV.
W 1933, rozkazem MSWojsk. z 7 lipca 1933 L.dz. 2446/tjn.Org., rozwiązano 54 eskadrę liniową.
W oparciu o jej personel i sprzęt sformowana została 51 eskadra liniowa

## Obsada personalna eskadry
| Stopień   | Imię i nazwisko       | Okres pełnienia służby |
| --------- | --------------------- | ---------------------- |
| kpt. obs. | Władysław Pokorny     | 1928 – I 1931          |
| por. pil  | Stanisław Leszczyński | p.o. VII – XII 1930    |
| ppor. pil | Tadeusz Rolski        | p.o. VII – XII 1930    |
| kpt. pil  | Józef Seniszyn        | I 1931 – VII 1931      |
| por. pil  | Arkadiusz Schirtladze | VII 1931 – 7 VII 1933  |

## Wypadki lotnicze[4]
- 11 IX 1928 w samolocie Potez XV zginął por. obs Wacław Nowacki[4]
- W locie służbowym podczas ćwiczeń zimowych zginęli plut. pil. Stanisław Zawadzki oraz ppor. obs. Leonard Paszkiewicz[4]

| Schemat zmian organizacyjnych eskadry                            |                      |                  |                       |                 |                       |                       |                 |                     |                 |                    |                 |                    |             |                         |             |
| Nazwy jednostki i daty sformowania, przeformowań i rozformowania |                      |                  |                       |                 |                       |                       |                 |                     |                 |                    |                 |                    |             |                         |             |
| I 1919                                                           | 1 eskadra łącznikowa | III 1919         | 8 eskadra wywiadowcza | I 1921          | 8 eskadra wywiadowcza | 8 eskadra wywiadowcza | 1925            | 23 eskadra lotnicza | VII 1928        | 54 eskadra liniowa | VII 1933        | 51 eskadra liniowa | VIII 1939   | 51 eskadra rozpoznawcza | IX 1939     |
|                                                                  |                      | I Grupa Lotnicza | I Grupa Lotnicza      | 1 pułk lotniczy | 1 pułk lotniczy       | 2 pułk lotniczy       | 2 pułk lotniczy | 2 pułk lotniczy     | 5 pułk lotniczy | 5 pułk lotniczy    | 5 pułk lotniczy | 5 pułk lotniczy    | SGO „Narew” | SGO „Narew”             | SGO „Narew” |